# Museu de la Setmana Santa d'Oriola
El Museu de la Setmana Santa d'Oriola està situat al solar de l'Església de la Nostra Senyora de la Mercè, que encara conserva la seua façana renaixentista del segle xvi. El museu va començar a construir-se en 1985, però més tard es va veure la necessitat d'ampliar-lo amb una part nova que es va inaugurar l'any 2004. Així mateix, l'edifici va obtindre la declaració de Bé de Rellevància Local per la llei 4/1998 del País Valencià.
El museu suposa un conjunt d'art sacre de gran importància a nivell nacional i amb un ampli període cronològic, ja que els seus fons contenen obres que van des del segle XIV fins al segle xxi. El conjunt es compon, en la seua majoria, de passos de la Setmana Santa d'Oriola que no es troben a la seua seu canònica o, encara que les seues imatges es troben en elles, els seus trons processionals són exposats en aquest museu.
En l'actualitat, és un conjunt de quatre plantes de més de 1200 metres d'exposició permanent, una sala d'exposicions temporals, així com una sèrie de salons per a reunions, conferències, etc. En general, el museu es divideix en quatre part expositives:
- La part corresponent a l'antiga església de la Nostra Senyora de la Mercè.
- La part corresponent a l'ampliació realitzada el 2004.
- La sala José Sánchez Lozano.
- La sala d'actes on s'exposen peces de brodat i la totalitat de cartells de la Setmana Santa d'Oriola.

## Contingut
L'exposició es compon de més d'un centenar d'escultures religioses de diversos autors. El conjunt no només es redueix a l'escultura, sinó que a més acull nombroses mostres d'art sumptuari com argenteria, orfebreria, talla, daurat, brodat, etc.

### Escultura
El museu està format per més d'un centenar d'imatges d'escultors de primera línia com Francisco Salzillo, Federico Coullaut-Valera, Galarza, José Sánchez Lozano, Víctor de los Ríos, García Quinto, Antonio Greses Ferrer, Nicolás de Bussy, Seiquer Zanon, etc.
Hi destaquen diversos esbossos com el del Nostre Pare Jesús Natzaré, amb el qual va realitzar Sánchez Lozano la imatge del Patró.

### Orfebreria
Al museu s'exposen alguns dels passos processionals de la Setmana Santa d'Oriola. Així, conté obres d'Orrico, Bonacho David, Manuel de los Ríos, Antonio Santos, Juan Borrero, Ruvira (segle xviii), Benedicto Martínez Vicente, Luis Martínez Vicente, etc.

### Talla
A més d'exposar passos d'orfebreria, la col·lecció també hi inclou passos realitzats en fusta de noms com Balaguer, Vicente Gimeno, etc.

### Cartelleria
El museu disposa d'una sala on es troben tots els cartells de la Setmana Santa d'Oriola des que la Junta Major de Confraries, Germandats i Majordomies va ser fundada el 1947.

### Pintura
S'hi exposen a més obres de pintura com la Immaculada del pintor valencià Senén Vila (segle XVII).